# Janet Beecher

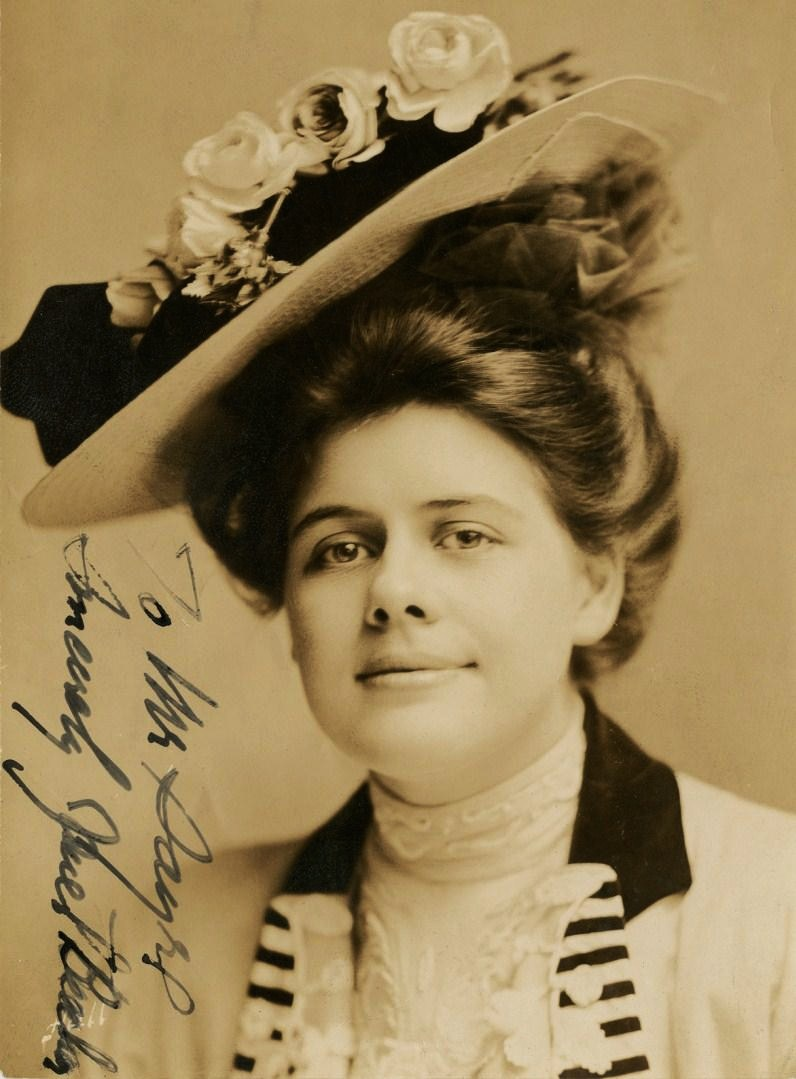
Janet Beecher, 1906.

Janet Beecher, född 21 oktober 1884 i Jefferson City, Missouri, död 6 augusti 1955 i Washington, Connecticut, var en amerikansk skådespelare. Beecher var skådespelare på Broadway åren 1905-1945. Hon medverkade även i nära 50 Hollywoodfilmer under 1930-talet och 1940-talet.

## Filmografi, urval
- 1937 – Rosalie
- 1938 – Familjen Hardy reser till stan
- 1939 – Två ska man vara
- 1940 – Allt detta och himlen därtill
- 1940 – Kärleksdrömmen
- 1940 – Zorros märke
- 1941 – Kvinnan Eva

## Teater

### Roller
| År   | Roll      | Produktion                                          | Regi             | Teater                      |
| ---- | --------- | --------------------------------------------------- | ---------------- | --------------------------- |
| 1925 | Valentine | A Kiss in a Taxi Maurice Hennequin och Pierre Veber | Bertram Harrison | Ritz Theatre, New York, USA |